# Jean-Paul Le Fur
Pour les articles homonymes, voir Le Fur.
Jean-Paul Le Fur, né le 27 janvier 1950 à Quimperlé, est un ingénieur du son, mort dans l'exercice de sa profession le 14 janvier 1986 à Rharous au Mali.

## Biographie
Jean-Paul Louis Le Fur naît le 27 janvier 1950 à Quimperlé. Durant sa carrière professionnelle, Jean-Paul Le Fur travaille comme technicien, opérateur radio de 1981 à 1984 pour l'émission La Chasse aux trésors animée par Philippe de Dieuleveult où il l'accompagne sur le terrain pour ce jeu télévisé diffusé sur Antenne 2 puis sur TF1.

« Si le téléspectateur assis dans son fauteuil nous entend aussi distinctement que si nous étions dans son salon, c'est grâce à la compétence de Jean-Paul Le Fur et à son perfectionnisme. »

— Philippe de Dieuleveult (1951-1985), J'ai du ciel bleu dans mon passeport, Éditions Grasset, 17 octobre 1984.
En janvier 1986, il couvre le rallye Paris-Dakar, pour la station RTL, au cours duquel il meurt accidentellement cinq mois après la disparition de Philippe de Dieuleveult au Zaïre.

### Mort
Jean-Paul Le fur meurt à l'âge de trente-cinq ans dans l'accident d'hélicoptère qui se produit lors de l'édition 1986 du rallye Paris-Dakar ; accident qui coûte aussi la vie au pilote de l'hélicoptère François-Xavier Bagnoud, à l'organisateur du rallye Thierry Sabine, au chanteur Daniel Balavoine et à la journaliste de presse écrite Nathalie Odent. Couvrant le rallye pour RTL et embarqué à bord de l'hélicoptère Sierra de l'organisation du rallye alors que la nuit tombe et que le fort vent de sable souffle toujours, les conditions de visibilité se dégradant, le pilote François-Xavier Bagnoud, ne pouvant plus progresser en toute sécurité, décide de poser l'hélicoptère à 19 heures, vingt-deux kilomètres avant son point d'arrivée. Pour une raison inexpliquée, l'appareil, non équipé pour le vol aux instruments, redécolle et reprend sa route, le pilote faisant le choix de voler à vue en rase-motte, avec pour uniques repères visuels les phares et feux arrière de la voiture numéro 347 d'un concurrent, l'équipage Belvèze et Giraud embarqué à bord d'un Mitsubishi Pajero, se dirigeant vers l'arrivée. Quelques minutes plus tard, lorsque le Pajero monte un légère déclivité, le pilote aux commandes de l'hélicoptère ne réalise pas que la voiture change de trajectoire et ne modifie donc pas la sienne en conséquence. L'hélicoptère heurte le sol et se désintègre sans prendre feu à 19 h 20, huit kilomètres avant sa destination, tuant tous ses occupants sur le coup.

#### Ouvrages
- Diane de Dieuleveult, Philippe, Grasset, 1986, 184 p. (ISBN 2-246-37841-9), p. 161
- Philippe de Dieuleveult, J'ai du ciel bleu dans mon passeport, Grasset, 17 octobre 1984, 300 p. (ISBN 2-246-34421-2), p. 38,39